# Лушниково (Алтайский край)
Лушниково — село в Тальменском районе Алтайского края. Административный центр Лушниковского сельсовета.

## География
Расположено на берегах реки Тальменки (приток Чумыша). Абсолютная высота — 177 метров над уровнем моря.

## История
Основано в 1716 году. В 1926 году в селе имелось 509 хозяйств и проживало 2467 человек (1164 мужчины и 1303 женщины). В национальном составе населения того периода преобладали русские. Действовали школа I ступени и лавка общества потребителей. В административном отношении являлось центром Лушниковского сельсовета Тальменского района Барнаульского округа Сибирского края.

## Население
| 1926 | 1997 | 1998 | 1999 | 2000 | 2001 |
| ---- | ---- | ---- | ---- | ---- | ---- |
| 2467 | ↘571 | ↗594 | ↘585 | ↘566 | ↗573 |
| 2002 | 2003 | 2004 | 2005 | 2006 | 2007 |
| ↘538 | ↗558 | ↘532 | ↗537 | ↘514 | ↗518 |
| 2008 | 2009 | 2010 | 2011 | 2012 | 2013 |
| →518 | ↗519 | ↘421 | →421 | ↘413 | ↘399 |

Национальный состав
Согласно результатам переписи 2002 года, в национальной структуре населения русские составляли 89 %.